# 伊藤鏡河
伊藤 鏡河（いとう きょうか、いとう きょうが、宝暦2年（1752年） - 文政12年3月6日（1829年4月9日））は、江戸時代中期から後期にかけての豊後国岡藩の儒学者である。名は幸猛。字は寛叔。通称は文蔵、作内左衛門。別号に環翠園、鏡湖などがある。

## 略歴
岡藩士田近家の六男として生まれ、後に伊藤家の養子となった。荻生徂徠に傾倒し、江戸で安達清河らに学び、天明4年（1784年）から岡藩の江戸藩邸で世子らの教育にあたった。安永5年（1776年）に岡藩の藩校由学館が開設されると、その司業、近習物頭となった。
また、唐橋君山や田能村竹田らと『豊後国志』の編纂に携わり、君山の没後には竹田らとともにその業を引き継いで、享和3年（1803年）11月に全9巻を完成させた。